# 16 octobre 1933
Le 16 octobre 1933 est le 289e jour de l'année 1933 du calendrier grégorien. Il s'agit d'un lundi.

## Événements

### Politique
- Élections législatives en Norvège.

## Naissances
- Xin Huguang (en), compositeur chinois
- John Mark Jabalé (en), évêque catholique britannique

## Décès
- Bernt Berntsen (en), missionnaire protestant américain (70 ans)
- Jean Cruppi, homme politique français (78 ans)
- Ismael Montes Gamboa, homme politique bolivien (72 ans)
- Froude Hancock (en), rugbyman anglais (68 ans)
- Maurice Renaud, baryton français (72 ans environ)